# HTC Incredible S
De HTC Incredible S (S710E), ook bekend met de codenaam HTC Vivo, is een smartphone die ontwikkeld werd door HTC en is de opvolger van de HTC Droid Incredible.
De HTC Incredible S draaide bij de introductie op Android 2.2 (sinds het eerste kwartaal van 2011 te upgraden naar 2.3 en sinds juli 2012 naar 4.0) van Google met de grafische schil HTC Sense. Het toestel heeft een 4 inch-touchscreen en heeft geen fysiek toetsenbord. Verder is het uitgerust met een 1 GHz-Snapdragon-processor en een 8,0 megapixel-camera met ledflitser.
Het toestel werd op 15 februari 2011 gelijktijdig met de HTC Desire S en HTC Wildfire S aangekondigd en verscheen op 26 februari exclusief in Groot-Brittannië. In de Verenigde Staten verscheen een CDMA-versie onder de naam Droid Incredible 2. Het toestel heeft een afwijkende achterkant.

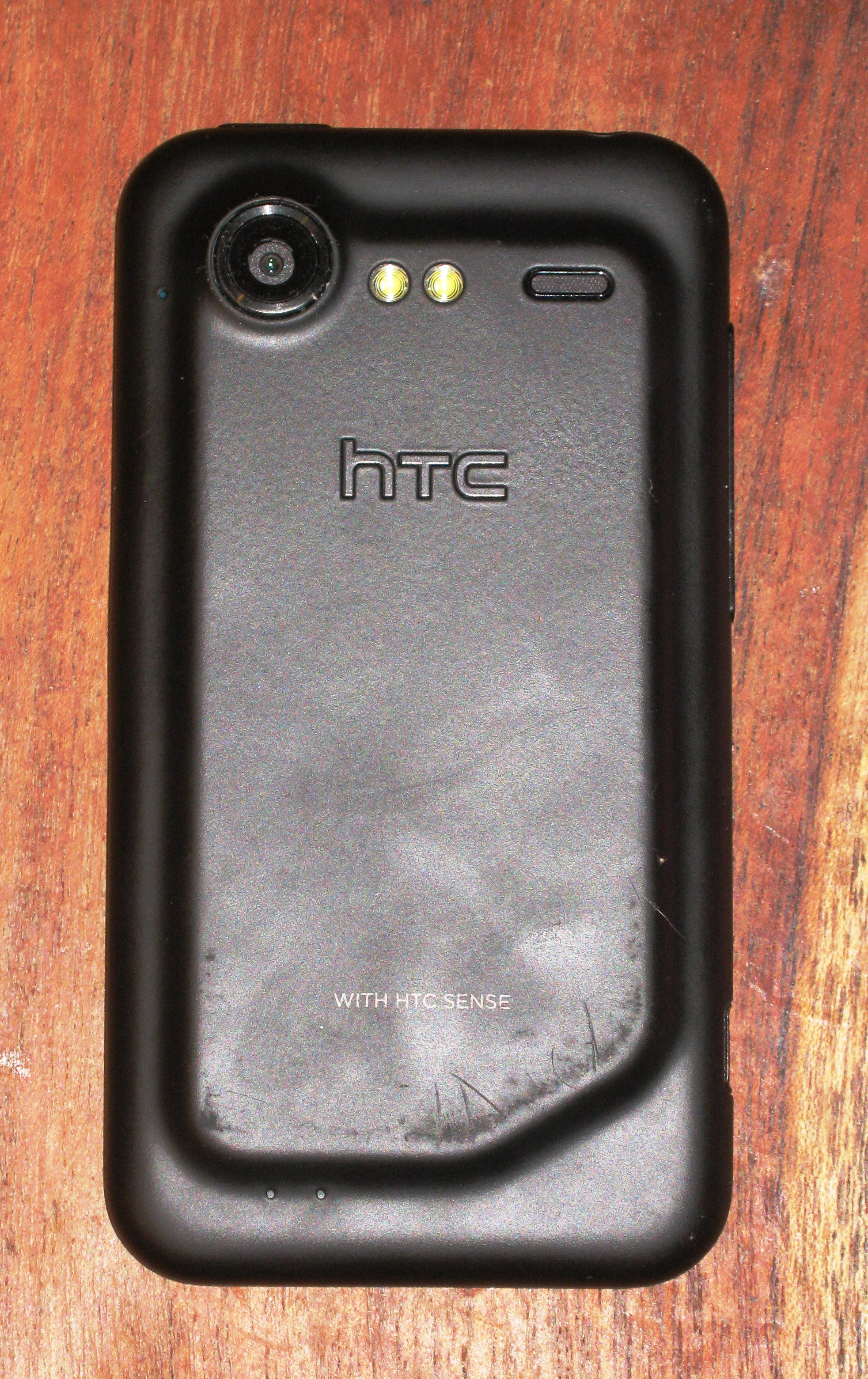
Achterzijde HTC Incredible S